# Hipopòtam nan de Xipre
L'hipopòtam nan de Xipre (Hippopotamus minor) és una espècie extinta d'hipopòtam que vivia a l'illa de Xipre fins al principi de l'Holocè. Pesava 200 kg que era aproximadament el mateix pes que l'actual hipopòtam nan. Es va fer petit pel procés conegut com a nanisme insular Es creu que feia 76 cm d'alt i 121 cm de llargada.
La mida tan petita del Hippopotamus minor està a favor d'una colonització feta durant el Plistocè mitjà o del Plistocè primerenc. Es va extingir fa uns 11.000 and 9.000 anys. Era herbívor i no tenia predadors naturals.
Les excavacions en llocs com Aetókremnos, proporcionen evidència que la seva extinció hauria estat provocada pels humans primitius.
Existia una espècie similar a l'illa de Creta, (Hippopotamus creutzburgi) extinta durant el Plistocè.